# Ignacio Solórzano
Ignacio Solórzano (* 9. Februar 1995 in Donostia-San Sebastián) ist ein spanischer Eishockeyspieler, der seit Beginn seiner Karriere beim CH Txuri Urdin spielt. Seit 2011 spielt er für die Basken in der Superliga, der höchsten Spielklasse Spaniens.

## Karriere
Ignacio Solórzano begann seine Karriere als Eishockeyspieler in der Nachwuchsabteilung des CH Txuri Urdin. In der Spielzeit 2011/12 debütierte er für den Klub aus seiner baskischen Geburtsstadt in der Superliga, der höchsten Spielklasse Spaniens. Mit dem Klub wurde er 2016 spanischer Pokalsieger sowie 2017 und 2018 spanischer Meister.

### International
Für Spanien nahm Solórzano im Juniorenbereich an den U18-Weltmeisterschaften 2011, 2012 und 2013 sowie den U20-Weltmeisterschaften 2011, 2012, 2013, 2014 und 2015 jeweils in der Division II teil. Außerdem vertrat er die Iberer bei der Winter-Universiade 2015, dessen Eishockeyturnier im spanischen Granada stattfand.
Im Seniorenbereich gab er sein Debüt bei der Weltmeisterschaft 2014, als ihm mit den Iberern der Aufstieg von der B- in die A-Gruppe der Division II gelang. Dort spielte er dann bei den Weltmeisterschaften 2015, 2016 und 2017. Nach dem Abstieg 2017 spielte er 2018 erneut in der B-Gruppe und erreichte den sofortigen Wiederaufstieg. Zudem vertrat er seine Farben beim Qualifikationsturnier für die Olympischen Winterspiele 2018 in Pyeongchang.

## Erfolge und Auszeichnungen
- 2014 Aufstieg in die Division II, Gruppe A, bei der Weltmeisterschaft der Division II, Gruppe B
- 2016 Spanischer Pokalsieger mit dem CH Txuri Urdin
- 2017 Spanischer Meister mit dem CH Txuri Urdin
- 2018 Spanischer Meister mit dem CH Txuri Urdin
- 2018 Aufstieg in die Division II, Gruppe A, bei der Weltmeisterschaft der Division II, Gruppe B